# Brooklyn Heights (Misuri)
Brooklyn Heights es un pueblo ubicado en el condado de Jasper en el estado estadounidense de Misuri. En el Censo de 2010 tenía una población de 100 habitantes y una densidad poblacional de 335,74 personas por km².

## Geografía
Brooklyn Heights se encuentra ubicado en las coordenadas 37°10′10″N 94°23′8″O / 37.16944, -94.38556. Según la Oficina del Censo de los Estados Unidos, Brooklyn Heights tiene una superficie total de 0.3 km², de la cual 0.3 km² corresponden a tierra firme y (0%) 0 km² es agua.

## Demografía
Según el censo de 2010, había 100 personas residiendo en Brooklyn Heights. La densidad de población era de 335,74 hab./km². De los 100 habitantes, Brooklyn Heights estaba compuesto por el 96% blancos, el 0% eran afroamericanos, el 0% eran amerindios, el 0% eran asiáticos, el 0% eran isleños del Pacífico, el 1% eran de otras razas y el 3% pertenecían a dos o más razas. Del total de la población el 5% eran hispanos o latinos de cualquier raza.